# Reute (Gemeinde Hohenems)

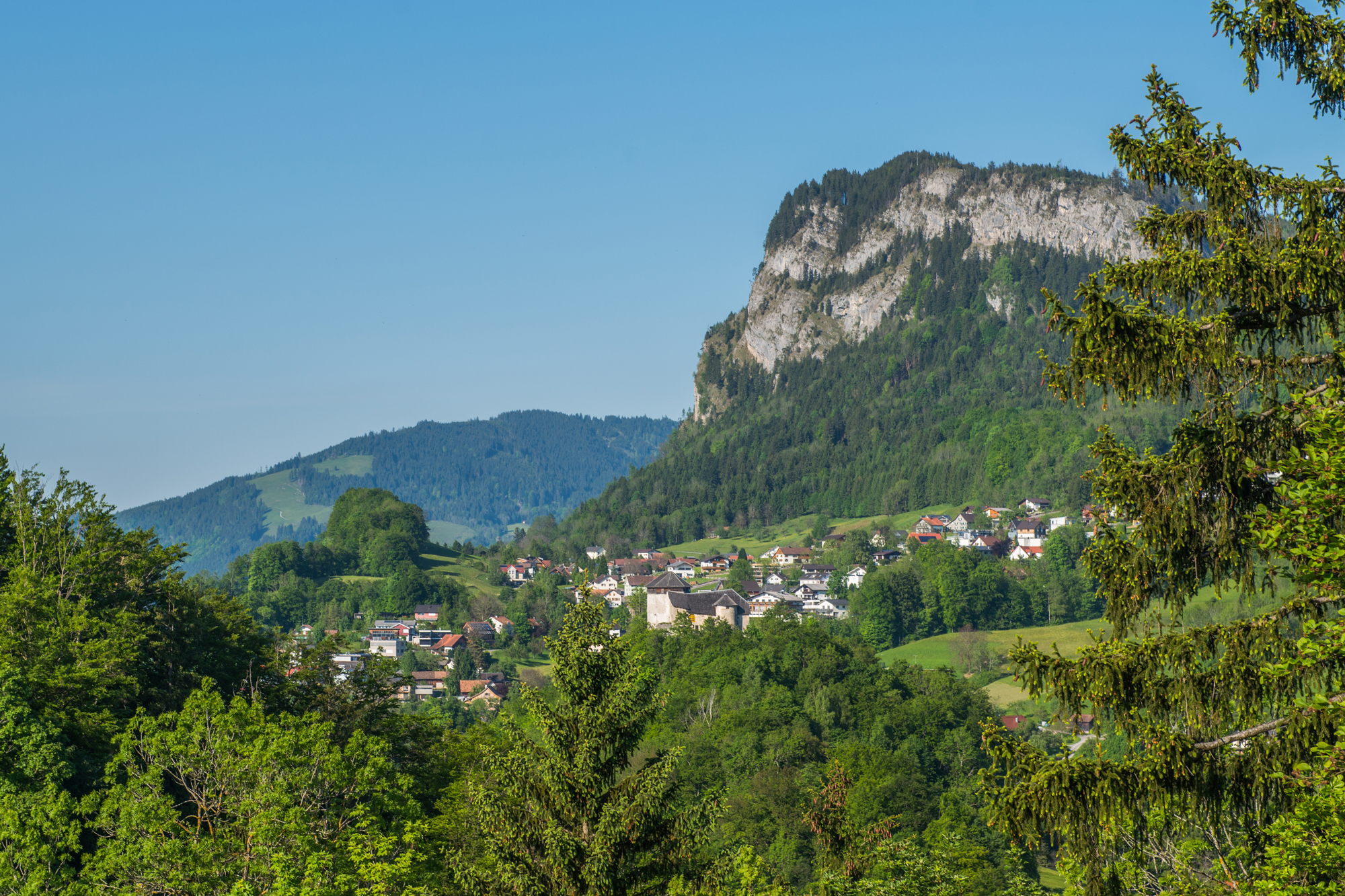
Blick auf Reute und den dahinter liegenden Breitenberg

Reute (häufig auch Emsreute, Emser Reute, Hohenems-Reute oder von den Einwohnern Emsner Rütte genannt) ist ein Ortsteil der österreichischen Stadt Hohenems im Bundesland Vorarlberg. Der Ortsteil liegt auf etwa 650 m ü. A. Höhe am östlichen Berghang des Schwarzenbergs über dem Stadtkern von Hohenems. Mit einer Einwohnerzahl von 588 Einwohnern machten die Bewohner des Ortsteils bei der Volkszählung im Jahr 2001 etwa 4,2 Prozent der Hohenemser Gesamtbevölkerung aus.
Emsreute ist überwiegend ein Wohngebiet mit zahlreichen älteren Gebäuden, eigener Volksschule und Freiwilliger Feuerwehr. Besonders bekannt ist das ebenfalls zu Reute gehörige Schloss Glopper, das auf einem eigenen Felsrücken direkt über der Stadt erbaut wurde. Von Reute aus gelangt man über eine gut ausgebaute Gemeindestraße nach Schuttannen und auf den Breitenberg.
Unterhalb der Siedlung Emsreute liegt Tugstein mit einem Kalktuffvorkommen.